# Avro F
Avro F – brytyjski samolot eksperymentalny, pierwszy samolot jednopłatowy, zbudowany w 1912 roku w wytwórni A.V.Roe and Company Limited.

## Historia
W roku 1912 brytyjski konstruktor lotniczy A. V. Roe opracował dwa projekty samolotów, który miał zakrytą kabinę zabezpieczającą załogę oraz ewentualnych pasażerów przed warunkami atmosferycznymi. Pierwszy z tych projektów był jednopłatem został on oznaczony jako typ F. 
Konstrukcja samolotu była zbliżona do wojskowego dwupłatowego samolotu rozpoznawczego Avro 500, różnica polegała na całkowitym zabudowaniu kabiny oraz zastosowaniu jednego płata zamiast dwóch. Płat umieszczony został w połowie wysokości kadłuba i był to pierwszy średniopłat. 
Samolot został zbudowany w kwietniu 1912 roku, a następnie poddany próbom, które trwały od maja do września 1912 roku. W czasie tych prób kilkakrotnie silnik ulegał awarii, a w dniu 13 września 1912 roku samolot uległ rozbiciu w czasie lądowania, wtedy ostatecznie zrezygnowano z dalszych prób.

## Użycie w lotnictwie
Samolot Avro typ F używano tylko w czasie lotów próbnych. Pierwszy lot odbył się 1 maja 1912, a samolot pilotował Wilfred Parke i był to pierwszy lot samolotem z całkowicie zakrytą kabiną. Loty próbne odbywały się na lotnisku Brooklands do 17 maja. W dniu 25 maja w czasie lotu z lotniska Brooklands na lotnisko w Hendon, silnik samolotu uległ awarii i pilot lądował awaryjnie w Cobham. W czasie lądowania w przygodnym terenie samolot uderzył w ogrodzenie i skaptował. Został jednak rozmontowany i powrócił do wytwórni, gdzie został naprawiony. W dniu 13 września 1912 roku pilot R. H. Barnwell wystartował samolotem do loty, lecz w czasie lądowania samolot uległ rozbiciu, pilotowi nic się nie stało, lecz uszkodzenia samolotu był znaczne.

## Opis konstrukcji
Samolot Avro typ F był jednomiejscowym jednopłatowym średniopłatem o konstrukcji drewnianej. 
Kadłub miał konstrukcję drewnianą, pokryty był sklejką w części przedniej, a w tylnej płótnem. Kabina pilota była całkowicie zakryta, z drzwiami zrobionym z blach aluminiowej. W kabinie pilota po bokach były okrągłe otwory, przez które pilot mógł wychylić głowę w przypadku słabej widoczności. W tylnej części kadłuba umieszczono zbiorniki paliwa i oleju.
Płaty o konstrukcji drewnianej zostały umieszczone w połowie kadłuba (średniopłat) i dodatkowo umocowane cięgnami stalowymi do podwozia i kadłuba oraz umieszczonego nad kadłubem stalowego wspornika.
Samolot był wyposażony w silnik gwiazdowy, 5-cylindrowy, chłodzony powietrzem, umieszczony przed kabiną pilota.
Podwozie stałe, pomiędzy kołami znajdowała się płoza. Na ogonie także usytuowano płozę.